# Felipe Dylon
Felipe Priolli Dylong, mais conhecido como Felipe Dylon (Rio de Janeiro, 23 de julho de 1987) é um cantor e ator brasileiro.

## Biografia
É filho da atriz e bailarina, Maria Lúcia Priolli, com o surfista, guitarrista e produtor, Luiz Felipe Dylong. Começou a carreira de músico muito cedo. Aos 15 anos, em 2003, assinou contrato com a Emi Music.

## Carreira
Em 2003, com apenas 15 anos, assinou contrato com a gravadora EMI Music para o lançamento de seu primeiro álbum, o homônimo Felipe Dylon (2003), de onde foram retirados os singles de grande sucesso "Musa do Verão" e "Deixa Disso", vendendo ao todo 120 mil cópias do álbum. 
Já em 2004, lançou seu segundo álbum, Amor de Verão, onde ganhou certificado de platina pelas 170 mil cópias vendidas, sendo que no mesmo ano Felipe lançou seu primeiro DVD e álbum ao vivo, intitulado Felipe Dylon - Nas Internas. Dois anos depois, em 2006 o cantor lançou seu terceiro álbum em estúdio, Em Outra Direção, trazendo uma sonoridade diferente dos dois primeiros trabalhos, onde mesclou o pop com reggae.
No ano de 2006, Felipe deu um tempo de sua carreira como cantor para se dedicar a trabalhos como apresentador e ator, sendo que participou do seriado A Diarista, na Rede Globo, com Cláudia Rodrigues. 
Para 2008, o cantor participou do filme A Guerra dos Rocha, onde interpretou Bilinho. 
Em 2018, participou do talent show da Record TV, Canta Comigo como jurado da atração.

## Vida pessoal
Estudou no Colégio Isa Prates. Estudou música, canto e Teatro com diversos professores no Brasil (Ernesto Piccolo, Jansen Barreto, Célio Rentroya, Alexandre Immianowsky) e na Califórnia (Matt). Tem o surf como esporte preferido. 

## Filantropia
Em 2010, Felipe Dylon foi padrinho do McDia Feliz, evento realizado pela empresa de fast-food McDonalds no Brasil, em que um dia do ano é reservado para que as vendas do sanduíche Big Mac seja revertido para a casa Ronald McDonald, um hospital que visa atender a crianças com câncer e ajudar em seu tratamento e recuperação.

## Discografia
Álbuns de estúdio
- Felipe Dylon (2003)
- Amor de Verão (2004)
- Em Outra Direção (2006)

## Filmografia

### Televisão
| Ano         | Programa             | Papel        | Nota                                               |
| ----------- | -------------------- | ------------ | -------------------------------------------------- |
| 2003        | Siga Aquela Estrela  | Ele mesmo    | Especial de fim de ano                             |
| 2003 - 2007 | Rockgol              | Ele mesmo    | Participou como jogador das 5 edições, exceto 2006 |
| 2004        | Quebrando a Rotina   | Participante | Temporada 2                                        |
| 2005        | Subindo a Serra      | Participante | Temporada 1                                        |
| 2005        | Dança dos Famosos    | Participante | Temporada 1                                        |
| 2005        | A Diarista           | Ele mesmo    | Episódio: "Marinete, a Musa do Verão"              |
| 2010        | Open Bar             | Vicente      | Episódio: "O Conquistador"                         |
| 2011        | Nas Ondas de Noronha | Participante |                                                    |
| 2018        | Canta Comigo         | Jurado       | Temporada 1                                        |

### Cinema
| Ano  | Programa                  | Papel     |
| ---- | ------------------------- | --------- |
| 2004 | Um Show de Verão          | Ele mesmo |
| 2007 | O Mar Não Está Para Peixe | Pê (voz)  |
| 2008 | A Guerra dos Rocha        | Bilinho   |

## Teatro

### Televisão
| Ano     | Programa         | Papel        |
| ------- | ---------------- | ------------ |
| 2011    | Paixão de Cristo | Anjo Gabriel |
| 2013–14 | Os Saltimbancos  | Cachorro     |